# Городское поселение Беринговский
Городско́е поселе́ние Беринговский — муниципальное образование в Анадырском районе Чукотского автономного округа Российской Федерации.
Административный центр — пгт Беринговский.

## История
Статус и границы городского поселения установлены Законом Чукотского автономного округа от 24 ноября 2008 года № 148-ОЗ «О статусе, границах и административных центрах муниципальных образований на территории Анадырского муниципального района Чукотского автономного округа»

## Население
| 2009 | 2010  | 2011  | 2012  | 2013  | 2014  | 2015  |
| ---- | ----- | ----- | ----- | ----- | ----- | ----- |
| 1504 | ↘1401 | ↘1370 | ↘1223 | ↘1102 | ↘1003 | ↘983  |
| 2016 | 2017  | 2018  | 2019  | 2020  | 2021  | 2023  |
| ↘837 | ↘755  | ↗759  | ↗816  | ↗938  | ↗1104 | ↗1162 |

## Состав городского поселения
| № | Населённый пункт | Тип населённого пункта      | Население |
| - | ---------------- | --------------------------- | --------- |
| 1 | Беринговский     | пгт, административный центр | ↗1215     |